# Serie A2 2000-2001 (rugby a 15)
La serie A2 2000-01 fu il 67º campionato di seconda divisione di rugby a 15 in Italia.
Si tenne dal 1º ottobre 2000 al 13 maggio 2001 tra 14 squadre a girone unico e, per la prima volta, adottò il punteggio dell'Emisfero Sud.
Il torneo prevedeva una sola squadra promossa, e a vincere il campionato fu un rinnovato Bologna che vantava in squadra giocatori internazionali, tra cui i gemelli Marcello e Massimo Cuttitta e il samoano Silao Leaega.
A retrocedere in serie B furono, nell'ordine, Modena, CUS Genova e Belluno, le ultime tre della classifica.
Si trattò anche dell'ultima stagione di seconda divisione a chiamarsi A2; a partire dal campionato successivo, la A2 assunse il nome di Serie A e assegnò un proprio titolo nazionale, mentre la vecchia serie A1 divenne Super 10 e passò sotto l'organizzazione della Lega Italiana Rugby d'Eccellenza, fermo restando il meccanismo di promozione e retrocessione tra le due divisioni.

## Squadre partecipanti
| Club        | Sponsor       | Città   | Impianto interno          |
| ----------- | ------------- | ------- | ------------------------- |
| Belluno     | Antico Cadore | Belluno | Safforze                  |
| Bologna     | Identicar     | Bologna | Stadio Arcoveggio         |
| Brescia     | Fast Net      | Brescia | Stadio Invernici          |
| CUS Firenze | ALHA          | Firenze | Stadio Lodigiani          |
| CUS Genova  | Fides         | Genova  | Stadio Carlini            |
| CUS Padova  | Portobello    | Padova  | Impianti sportivi Piovego |
| Fiamme Oro  |               | Roma    | C.S. P.S. Ponte Galeria   |
| Mirano      | Lofra         | Mirano  | Stadio di rugby           |
| Modena      | Marchesi      | Modena  | Stadio Collegarola        |
| Partenope   |               | Napoli  | Stadio Collana            |
| Rovato      | Pagani        | Rovato  | Stadio Pagani             |
| Silea       | Marchiol      | Silea   |                           |

## Formula
Il torneo si tenne a girone unico.
La squadra vincitrice disputò la serie A1 (nel frattempo rinominata Super 10 della stagione successiva.
Le tre squadre ultime in classifica retrocedettero in serie B.
Due furono le novità rispetto alle stagioni precedenti: la o le squadre provenienti dalla serie A2 non parteciparono più ai play-off scudetto della stessa stagione di A1, e fu adottato, ai fini della classifica, il sistema di punteggio dell'Emisfero Sud, che prevede 4 punti per ogni vittoria, 2 punti per ogni pareggio, nessun punto per la sconfitta e bonus supplementari nell'eventualità che una squadra segni almeno 4 mete in un singolo incontro e che la squadra perdente esca dal campo con uno scarto di 7 punti o inferiore.

## Risultati
|       | 1ª/12ª giornata          |       |
| ----- | ------------------------ | ----- |
| 39-14 | Bologna - CUS Firenze    | 35-8  |
| 9-8   | Mirano - CUS Padova      | 37-30 |
| 37-18 | Rovato - CUS Genova      | 37-13 |
| 6-42  | Belluno - Silea          | 17-36 |
| 16-10 | Modena - Fiamme Oro      | 27-42 |
| 22-25 | Partenope - Brescia      | 10-15 |
|       |                          |       |
|       | 4ª/15ª giornata          |       |
| 9-34  | CUS Padova - Bologna     | 8-81  |
| 24-32 | Rovato - Mirano          | 23-32 |
| 36-27 | Fiamme Oro - Belluno     | 29-3  |
| 18-22 | CUS Firenze - Modena     | 29-21 |
| 17-22 | CUS Genova - Partenope   | 9-38  |
| 42-25 | Silea - Brescia          | 23-40 |
|       |                          |       |
|       | 7ª/18ª giornata          |       |
| 29-10 | Bologna - Mirano         | 5-18  |
| 18-20 | Brescia - CUS Genova     | 24-25 |
| 17-19 | Modena - Rovato          | 26-59 |
| 29-9  | CUS Firenze - Fiamme Oro | 18-40 |
| 50-0  | Silea - CUS Padova       | 14-21 |
| 26-27 | Partenope - Belluno      | 30-0  |
|       |                          |       |
|       | 10ª/21ª giornata         |       |
| 47-30 | Bologna - Modena         | 22-49 |
| 28-10 | Mirano - CUS Firenze     | 18-15 |
| 11-10 | Rovato - Brescia         | 35-15 |
| 24-3  | Belluno - CUS Padova     | 17-40 |
| 17-12 | CUS Genova - Fiamme Oro  | 14-34 |
| 8-30  | Partenope - Silea        | 17-25 |

|       | 2ª/13ª giornata          |       |
| ----- | ------------------------ | ----- |
| 23-24 | CUS Padova - Rovato      | 21-19 |
| 16-43 | Fiamme Oro - Mirano      | 20-45 |
| 41-35 | Brescia - Modena         | 18-24 |
| 28-22 | CUS Firenze - Partenope  | 18-26 |
| 24-16 | CUS Genova - Belluno     | 37-23 |
| 18-40 | Silea - Bologna          | 25-34 |
|       |                          |       |
|       | 5ª/16ª giornata          |       |
| 81-15 | Bologna - CUS Genova     | 42-29 |
| 20-34 | Belluno - Mirano         | 12-66 |
| 39-23 | Brescia - Fiamme Oro     | 26-22 |
| 28-30 | Modena - CUS Padova      | 18-26 |
| 44-24 | Silea - CUS Firenze      | 20-30 |
| 15-48 | Partenope - Rovato       | 27-45 |
|       |                          |       |
|       | 8ª/19ª giornata          |       |
| 52-19 | Mirano - Modena          | 43-23 |
| 14-25 | CUS Padova - Fiamme Oro  | 17-46 |
| 20-23 | Rovato - Silea           | 9-30  |
| 13-28 | Belluno - Brescia        | 0-6   |
| 31-30 | CUS Genova - CUS Firenze | 6-19  |
| 8-28  | Partenope - Bologna      | 20-72 |
|       |                          |       |
|       | 11ª/22ª giornata         |       |
| 36-27 | CUS Padova - CUS Genova  | 24-20 |
| 28-27 | Fiamme Oro - Partenope   | 26-28 |
| 22-44 | Brescia - Bologna        | 15-68 |
| 14-12 | Modena - Belluno         | 24-31 |
| 18-38 | CUS Firenze - Rovato     | 18-44 |
| 22-26 | Silea - Mirano           | 25-30 |

|       | 3ª/14ª giornata          |       |
| ----- | ------------------------ | ----- |
| 33-20 | Bologna - Fiamme Oro     | 37-31 |
| 56-3  | Mirano - CUS Genova      | 36-20 |
| 47-13 | Rovato - Belluno         | 40-8  |
| 13-3  | Brescia - CUS Firenze    | 8-41  |
| 27-38 | Modena - Silea           | 33-39 |
| 17-5  | Partenope - CUS Padova   | 23-28 |
|       |                          |       |
|       | 6ª/17ª giornata          |       |
| 38-25 | Mirano - Partenope       | 15-25 |
| 28-25 | CUS Padova - Brescia     | 13-18 |
| 26-58 | Rovato - Bologna         | 20-45 |
| 37-43 | Belluno - CUS Firenze    | 10-72 |
| 16-38 | Fiamme Oro - Silea       | 38-22 |
| 47-30 | CUS Genova - Modena      | 16-42 |
|       |                          |       |
|       | 9ª/20ª giornata          |       |
| 65-7  | Bologna - Belluno        | 42-7  |
| 27-40 | Fiamme Oro - Rovato      | 28-31 |
| 23-18 | Brescia - Mirano         | 17-47 |
| 9-34  | Modena - Partenope       | 33-37 |
| 24-18 | CUS Firenze - CUS Padova | 22-45 |
| 52-20 | Silea - CUS Genova       | 29-21 |

### Classifica
|  |     | Squadra     | G  | V  | N | P  | PF  | PS  | P±   | B  | Pen | Pt |
|  | --- | ----------- | -- | -- | - | -- | --- | --- | ---- | -- | --- | -- |
|  | 1.  | Bologna     | 22 | 20 | 0 | 2  | 981 | 409 | 572  | 18 | 0   | 98 |
|  | 2.  | Mirano      | 22 | 19 | 0 | 3  | 733 | 414 | 319  | 15 | 0   | 91 |
|  | 3.  | Rovato      | 22 | 15 | 0 | 7  | 696 | 517 | 179  | 13 | 0   | 73 |
|  | 4.  | Silea       | 22 | 14 | 0 | 8  | 687 | 502 | 185  | 15 | 0   | 71 |
|  | 5.  | Brescia     | 22 | 11 | 0 | 11 | 471 | 567 | −96  | 11 | 0   | 55 |
|  | 6.  | Fiamme Oro  | 22 | 9  | 0 | 13 | 578 | 591 | −13  | 15 | 0   | 51 |
|  | 7.  | CUS Padova  | 22 | 10 | 0 | 12 | 447 | 602 | −155 | 10 | 0   | 50 |
|  | 8.  | Partenope   | 22 | 9  | 0 | 13 | 507 | 569 | −62  | 13 | 0   | 49 |
|  | 9.  | CUS Firenze | 22 | 9  | 0 | 13 | 531 | 574 | −43  | 12 | 0   | 48 |
|  | 10. | Modena      | 22 | 6  | 0 | 16 | 567 | 710 | −143 | 10 | 0   | 34 |
|  | 11. | CUS Genova  | 22 | 7  | 0 | 15 | 449 | 738 | −289 | 4  | 0   | 32 |
|  | 12. | Belluno     | 22 | 3  | 0 | 19 | 330 | 788 | −458 | 6  | 2   | 16 |

## Verdetti
- Bologna: promossa in Super 10 2001-02
- Belluno, CUS Genova e Modena: retrocesse in serie B 2001-02